# Biserica Pogorârea Sfântului Duh din Dulcești

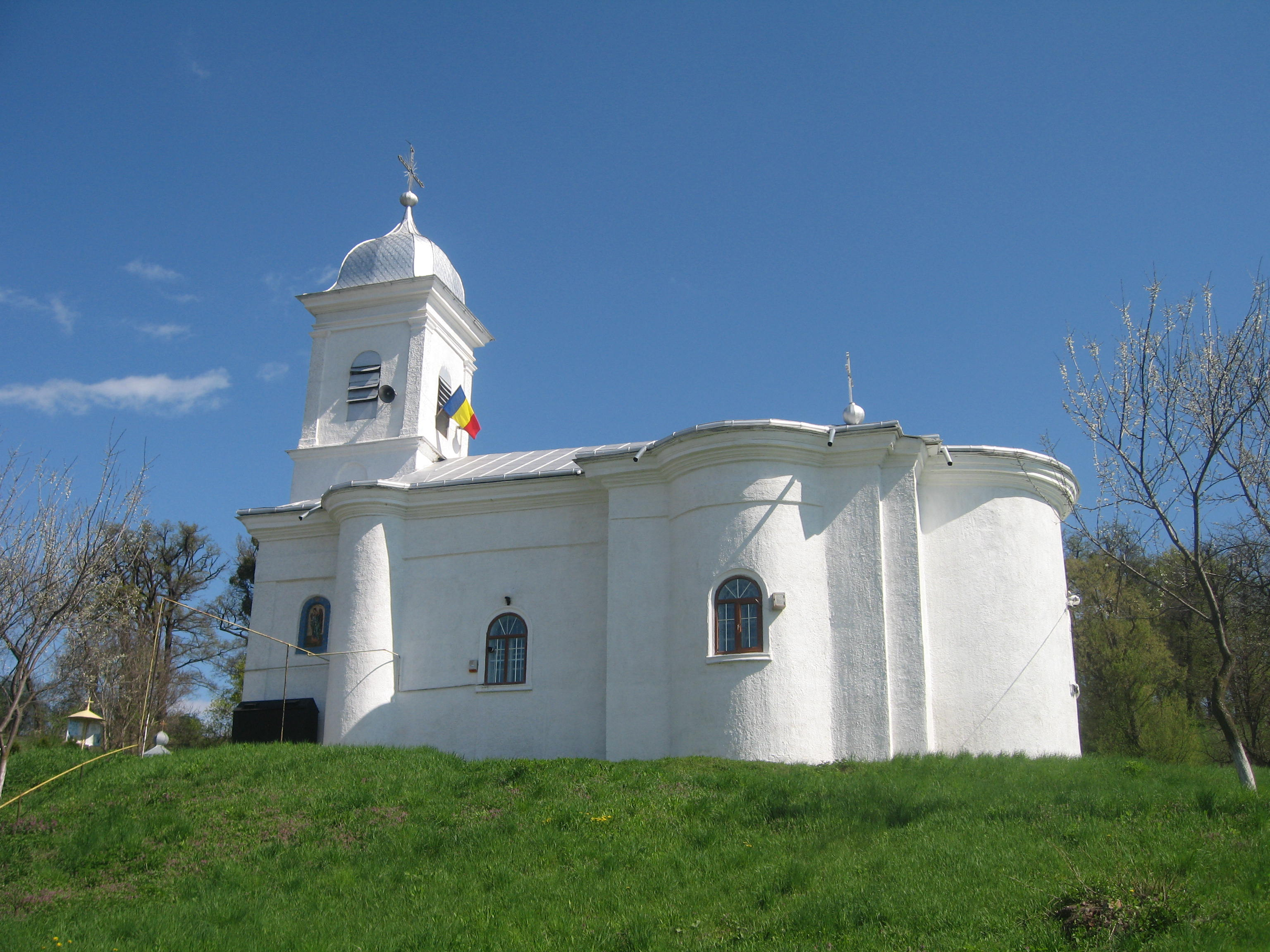
Biserica „Pogorârea Sfântului Duh” din Dulcești

Biserica „Pogorârea Sfântului Duh” din Dulcești este o biserică ctitorită în anul 1605 de marele paharnic Caraiman în satul Dulcești din comuna omonimă (județul Neamț). Ea se află situată la o distanță de 20 km nord-vest de municipiul Roman, pe drumul ce duce la Piatra Neamț (DN 15D). 
Biserica „Pogorârea Sfântului Duh” din Dulcești a fost inclusă pe Lista monumentelor istorice din județul Neamț din anul 2015, având codul de clasificare  NT-II-m-B-10617.

## Istoric
Prima atestare documentară a satului Dulcești are loc într-un document din 23 august 1455 al domnitorului Petru Aron în care se preciza că „Petru Voievod întărește lui Tudor Limbădulce, satele Barboși, Beșcureni și Frătești, pe Pârâul Negru”. Tatăl lui Tudor Limbădulce a fost Duma Nemțeanul, poreclit Limbădulce, care a primit la 17 ianuarie 1438 de la Iliaș Vodă satul Roșiori (azi în componența comunei Dulcești). De la porecla de Limbădulce i s-a spus acestui sat Dulcești.
Biserica „Pogorârea Sfântului Duh” din Dulcești a fost ctitorită de marele paharnic Caraiman și soția sa Anastasia la începutul secolului al XVII-lea, în timpul domniei voievodului Ieremia Movilă (1595-1600, 1600-1606). Acest edificiu a fost construit în perioada 26 aprilie - 20 august 1605, pe temelia unei biserici mai vechi ai cărei „ctitori cei de la început” nu sunt pomeniți în pisanie.
Pisania aflată deasupra intrării în biserică are următorul text: „În numele Tatălui și al Fiului și al Sfântului Duh, Treimei cele sfinte și nedespărțite; iată eu, robul stăpânului Hristosului meu, Io Caraiman mare paharnic și Kneaghina mea Anastasia, am zidit această biserică întru lauda Pogorârii Sfântului Duh, pe temelia cea veche aici în satul Dulcești, întru pomenirea noastră și a copiilor noștri și a ctitorilor cei de la început. Și s-a început și s-a înălțat în zilele dreptcredinciosului domnului nostru Io Ieremia Moghilă Voevod și Elisabeta Doamna, în anul 7113 (=1605) aprilie 26. Și s-a săvârșit la august 20 și s-a sfințit cu mâna Tot Sfântului Kir Agaton episcopul Romanului.”
În secolul al XVIII-lea, satul Dulcești devine proprietatea boierilor din familia Sturdza. Ei au construit în apropierea bisericii un conac, unde se adunau revoluționarii de la 1848, ce militau pentru realizarea Unirii Principatelor, iar domnitorul Alexandru Ioan Cuza a poposit de multe ori aici, în drumul său spre Iași. Conacul a fost distrus după 1958. Boierii Sturdza au reparat lăcașul de cult în secolele al XVIII-lea și al XIX-lea, aducându-i unele transformări. Printre cei mai importanți binefăcători ai bisericii s-a aflat logofătul Gheorghe Sturza, fiul lui Iordache Sturza, precum și cele două soții ale sale: Ecaterina Cantacuzino și Eliza Hurmuzachi (1821-1895). Aici au locuit în anumite perioade și au fost ulterior înmormântați Constantin (1811-1869) și Alexandru Hurmuzachi (1823-1871), frații Elisei Surdza.
Aflată pe un deal, biserica avea temelia inundată frecvent de șuvoaiele de apă scurse de pe vârful dealului cu prilejul inundațiilor. Pentru a devia șuvoaiele ce se scurgeau de pe deal, la nord de lăcașul de cult a fost construit în anul 1955 un șanț din piatră de râu și ciment, lung de 50 m. Alte lucrări de întreținere s-au efectuat în 1966.
Cutremurele din anii 1977 și 1982 au avariat edificiul bisericii. Între anii 1990-1994 s-au efectuat o serie de lucrări de consolidare și de reparații, atât în interior, cât și la exterior. Tot atunci (în 1994), catapeteasma a fost tratată chimic împotriva cariilor. După finalizarea tuturor acestor lucrări, biserica a fost resfințită în anul 1994 de către episcopul Eftimie Luca al Romanului.
In trecut au mai fost inca trei preoți ..inainte de 1930 Părintele Ioan Georgescu. După 1930 pana la 1 mai 1977 Părintele Eugen Bordeianu.
Iar de la 1 mai 1977 până la 1 septembrie 2018 Părintele Vasile Ungureanu.
Din 1 septembrie 2018 a fost numit si sfintit intru păstorirea enoriasilor pe seama Parohiei Dulcesti Preotul Vasilica Osaciuc.

## Arhitectura bisericii
Biserica „Pogorârea Sfântului Duh” din Dulcești are formă de cruce, cu abside semicirculare. Ea este clădită din piatră, cu rânduri de cărămidă, având un turn-clopotniță de formă dreptunghiulară deasupra pridvorului. Edificiul este înconjurat la partea superioară de două brâie de mortar, fiind acoperit cu tablă.
Din punct de vedere arhitectonic, acest lăcaș de cult nu respectă forma bisericilor moldovenești din secolul al XVII-lea.
Biserica este pictată parțial. Catapeteasma sa datează din secolul al XVIII-lea. Ea este din lemn de tei pictat în ulei, fiind lucrată în stil gotic.

## Obiecte de cult vechi
Biserica „Pogorârea Sfântului Duh” din Dulcești are în patrimoniul său mai multe obiecte de cult prețioase, dintre care menționăm următoarele:
- cărți de cult vechi: Evanghelie (1716), Penticostar (1716), Tipicul Sf. Sava și Triodion (1816), Apostol (1818), Evanghelie ferecată în argint (1834, cu inscripția: „Această Sf. Evanghelie este aferosită cu mila Domnului de dumnealui Vornicul Gheorghe Sturza și de soția sa Ecaterina Cantacuzino în anul 1838 luna decembrie”), Lexicon (1842), 12 Mineie de la 1846, Octoih (1854), Evanghelie (1858), Liturghier (1860), Ceaslov (1884), Calendarul Bisericii de Răsărit (1898). Unele dintre acestea au fost donate de către Gheorghe Sturdza, Ecaterina Sturza Cantacuzino și Elisa Sturdza.
- icoane vechi: Icoana Maicii Domnului din fata Sfântului Altar, cu raze de argint suflate cu aur, donată de Gheorghe și Ecaterina Sturdza, în anul 1845 („Această Sf. Icoana sa ferecat în argint de robul lui Dumnezeu Gheorghe Sturza Vornic, fiul lui Iordache Sturza, spre pomenirea mea și a răposaților mei și a răposatei soția mea Ecaterina Cantacuzino și a doua soție a mea Eliza Hurmuzache – 1845 martie 28”), 51 icoane în ulei pe lemn de tei din sec. al XIX-lea și un epitaf din 1881.
- obiecte de cult: o cruce de lemn îmbrăcată în argint - donată de Gheorghe și Ecaterina Sturdza în 1858; un potir de argint, un chivot de argint cu 5 turnulețe, un disc cu picior de argint, două lingurițe cu suport de argint și un set de cununii de argint - donate de Eliza Sturza între 1870-1887; un sfeșnic de alamă de 120 kg și un policandru tot de alamă, de 60 kg - donate tot de Eliza Sturza; 4 sfeșnice de argint, o cădelniță și 2 candele din argint, 9 monede de aur și 3 de argint și 2 cruciulițe de argint cu inițialele E.C.E., respectiv M.N.

## Morminte în curtea bisericii
Dacă în anul 1887 academicianul V.A. Urechia identifica aici nu mai puțin de 7 pietre de mormânt, în prezent nu s-au mai păstrat decât trei. Este vorba de pietrele de mormânt ale următorilor:
- Constantin Hurmuzachi (1811-1869) - fost deputat în Divanul Ad Hoc, luptător pentru Unirea Principatelor și ministrul dreptății în timpul lui Alexandru Ioan Cuza. El a murit la Viena în 1869, de unde a fost adus și îngropat la moșia Dulcești.[6] Pe piatra sa funerară este următoarea inscripție: „Aice zace în Domnul Logofetul Constantin Hurmuzachi, fiul Vornicului Eudocsiu și Ileana, născut în 12 Noemvre 1811 mort în 15 Februarie 1869. Speranța mea este în Dumnedeul părinților noștri. Model de virtute, patriotism și abnegare, Spirit înnalt, caracter independent, Luptătoriu neobosit pentru drepturile și mărirea României La a cării realisare a lucrat cu devotament și abnegare. Neuitatului seu frate pune această peatră Elisa Sturdza. Cu dânsa îl plâng frații Eudocsiu, Gheorghi, Alecsandru, Niculaie, Eufrosina Petrino. 1870.”
- Elisa Sturdza (1821-1895) - fiica vornicului Doxachi Hurmuzachi și soția logofătului Gheorghe Sturdza. Pe piatra sa funerară de marmură neagră este următoarea inscripție: „Aici zace în Domnul Elisa Sturdza soția logofětului Gheorghe Sturdza, fiica Vornicului Doxaki Hurmuzaki, născută la Cernauca 1821, repos. 3. Aprilie 1895. Suflet nobil, inimă română, a lucrat cu iubitul ei soț și cu frații sei la renascerea României, insuflând în timpuri grele prin energia ei pe barbații luptători a națiunei. Cu inima sdrobită au pus acěstă pětră ultimul frate Neculai Hurmuzaki și nepotul Eudoxiu Hurmuzaki.”
- Alexandru Hurmuzachi (1823-1871) - publicist și om politic român, membru fondator al Societății Academice Române (1866) și unul dintre fruntașii mișcării naționale din Bucovina. El a murit la Napoli (Italia) în 1871, de unde a fost adus și înmormântat la moșia Dulcești. Pe piatra sa funerară este următoarea inscripție: „Aice zace în Domnul lêngă fratele seu Constantin, Alesandru Hurmuzachi; nescut în Cernauca, Ducatul Bucovinei, în 16. August 1823; deputat la parlamentul Austriei și la dieta țêrii; fost președinte al societății române literarie în Bucovina; membru societății academice din Bucuresci; reposat în Neapoli în 8. Mart 1871. Neuitatului seu frate cu spiritul cel ager și luminat, cu simțemintele-i cele nobile și nalte, iubirea-i cea severă de dreptate, și cu inima-i cea românească purure însuflețită pentru patrie și națiune, pune această peatră întru lacrimi de durere Elisa Sturdza, înconjurată de ceilalți frați sdrobiți de măchniciune.”

## Imagini

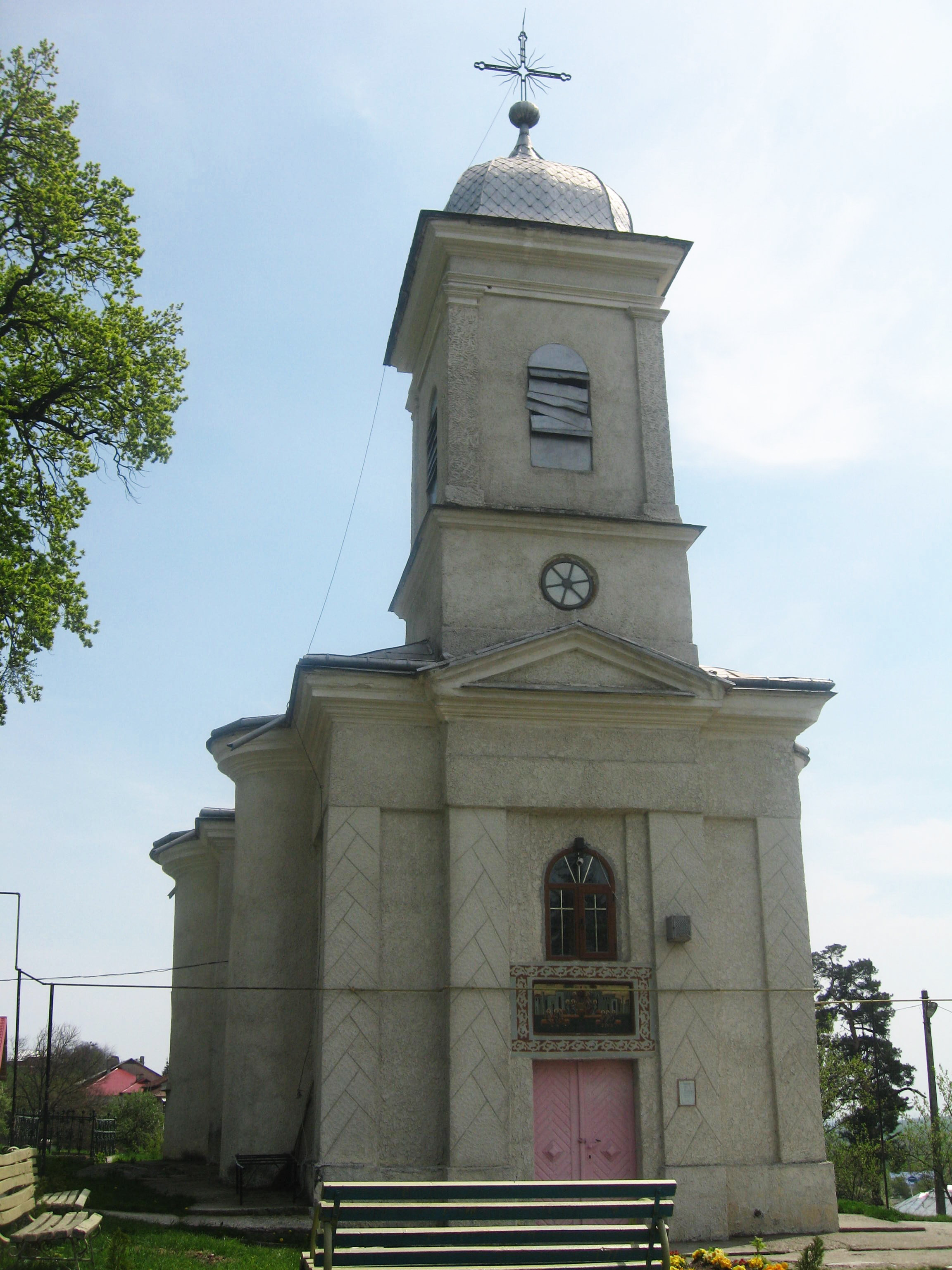
Latura vestică
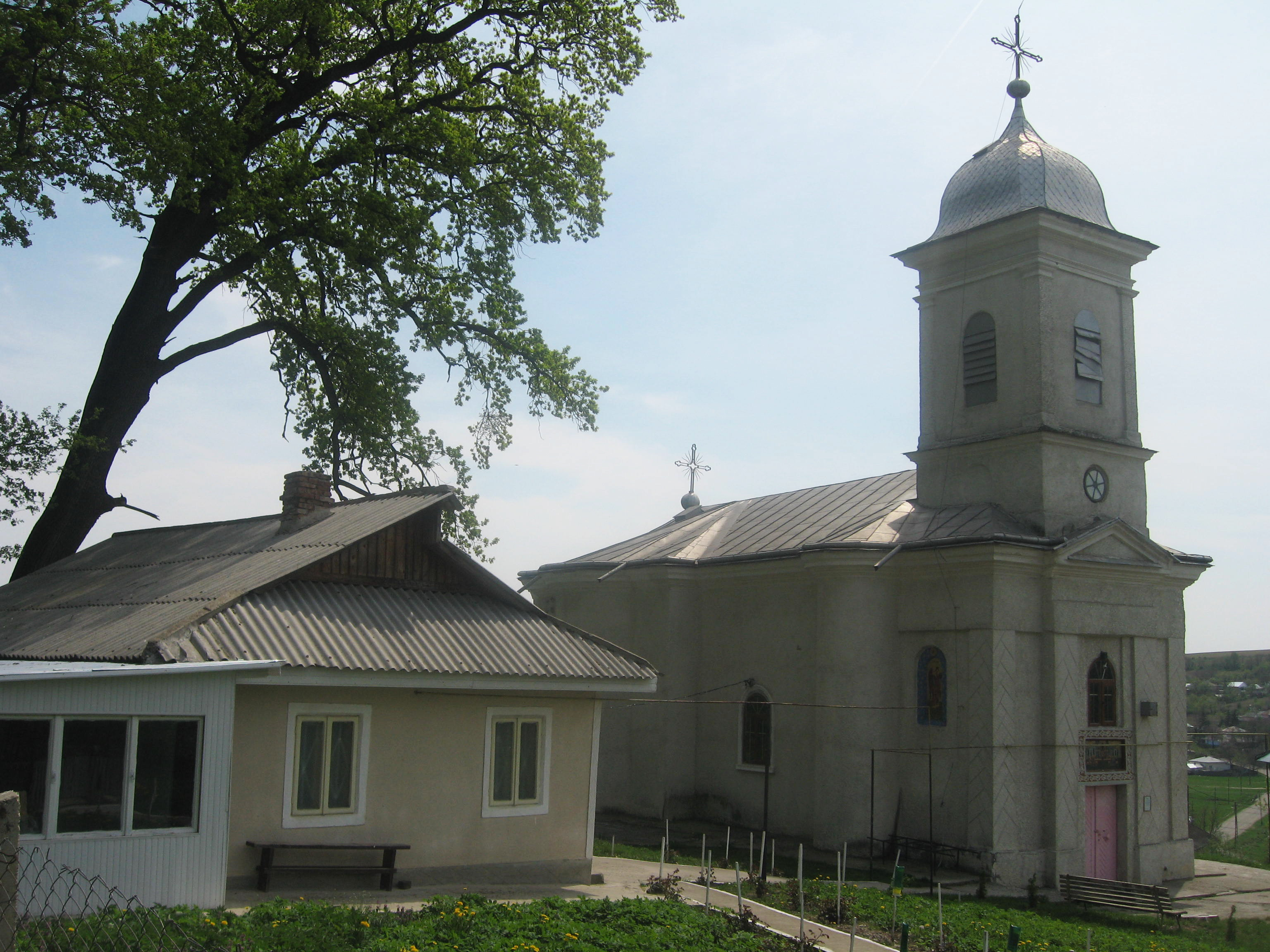
Biserica văzută dinspre nord-vest
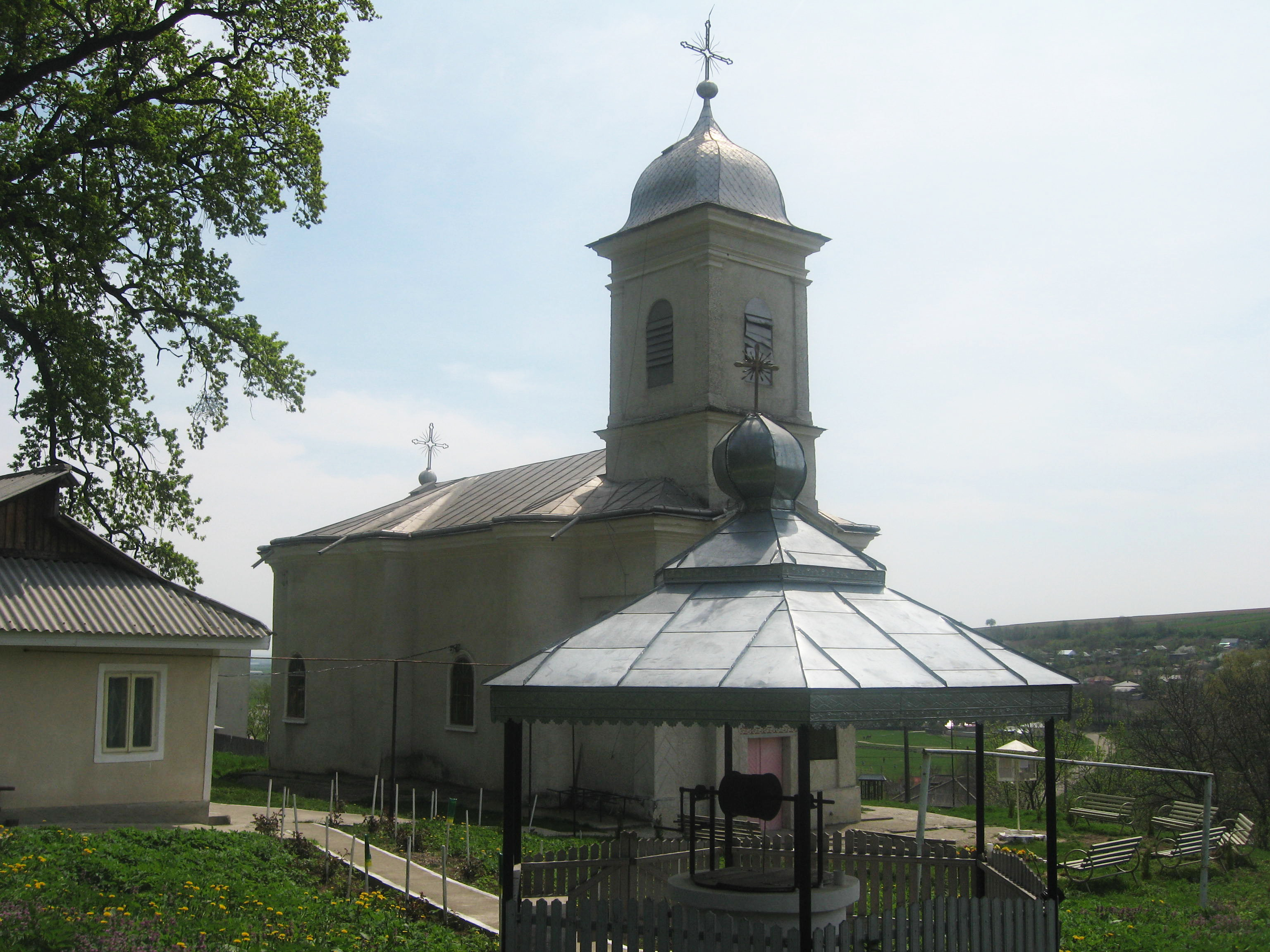
Biserica văzută dinspre nord-vest
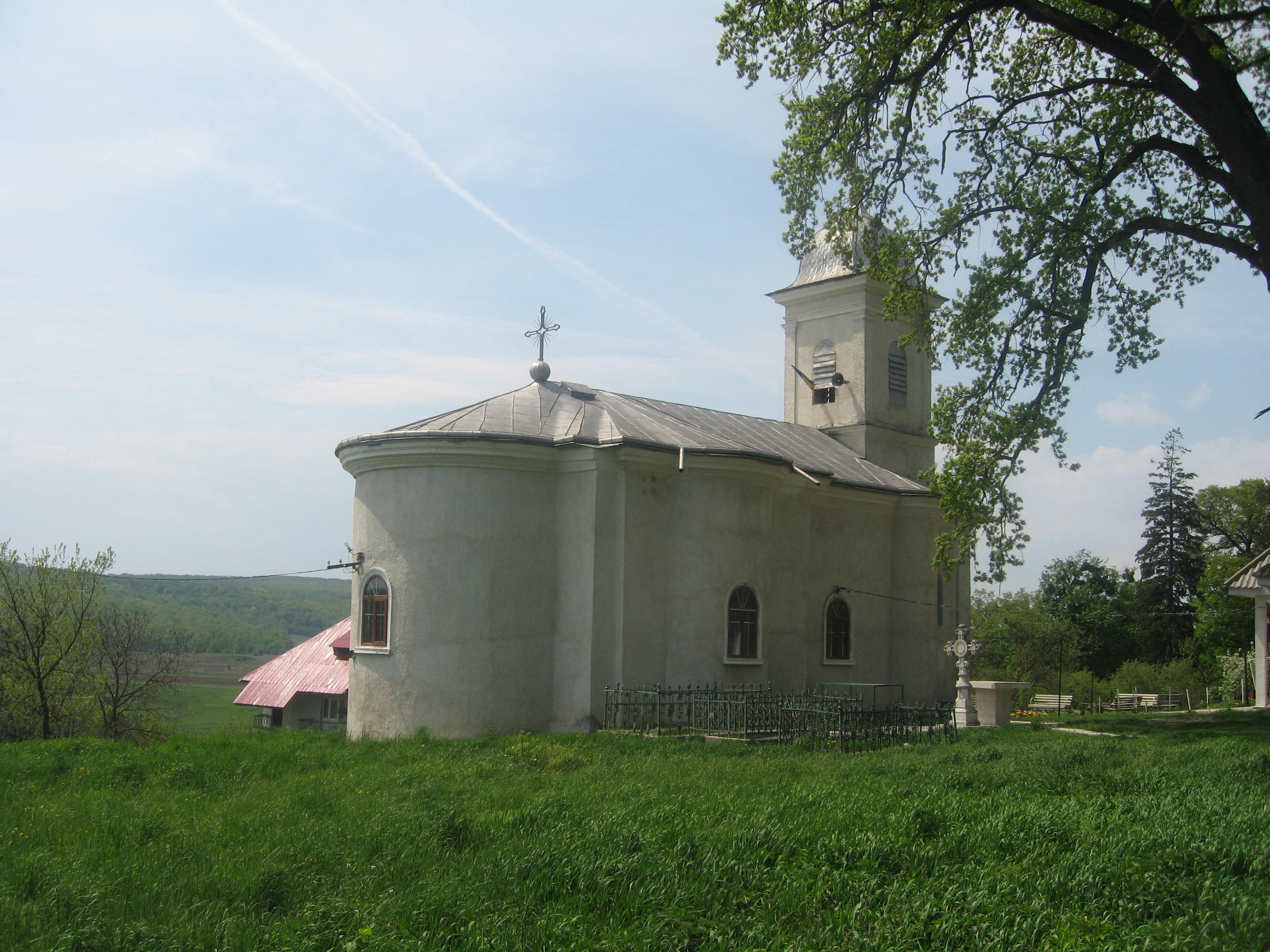
Biserica văzută dinspre nord-est
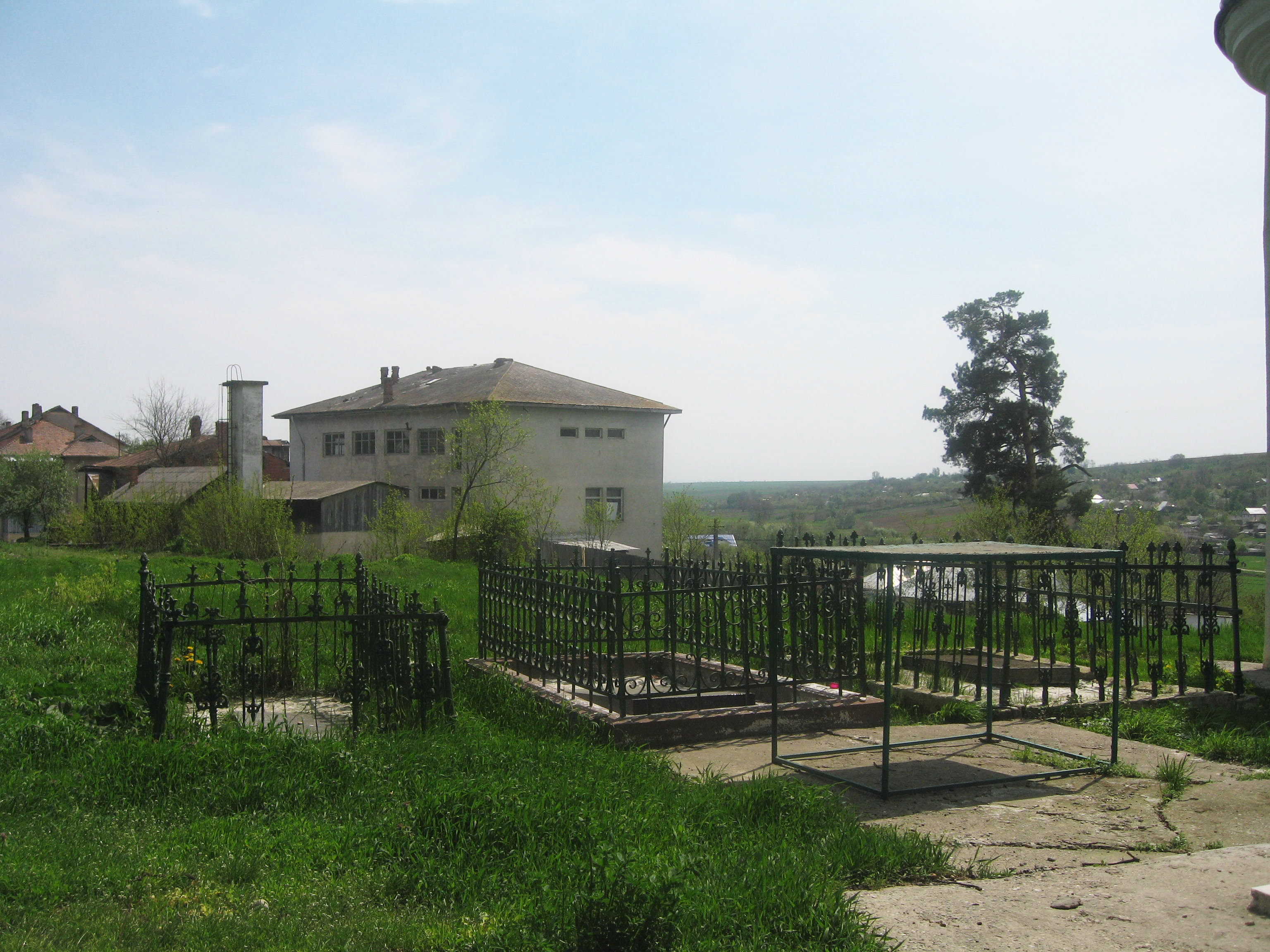
Cele trei morminte din curtea bisericii
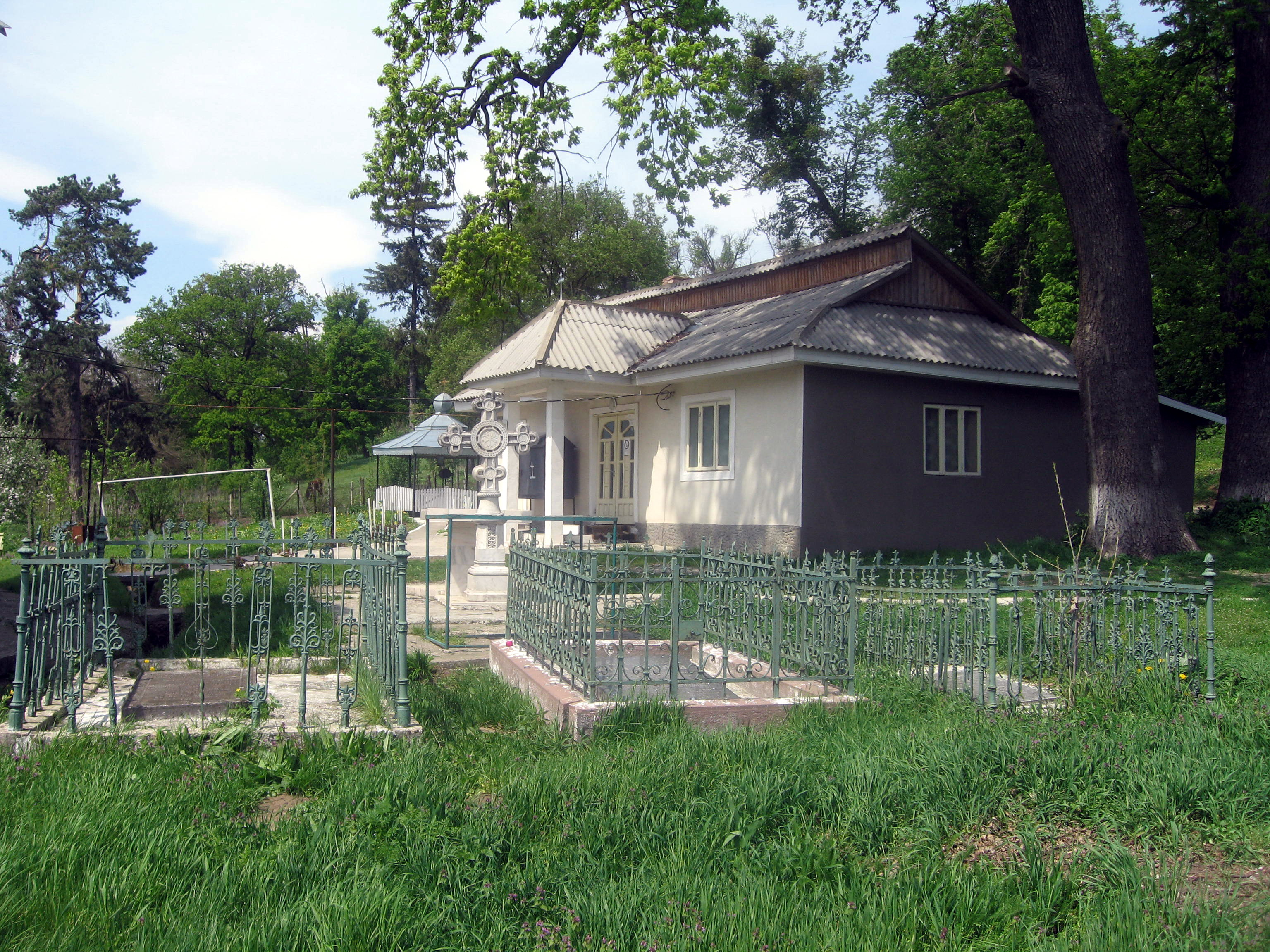
Cele trei morminte din curtea bisericii
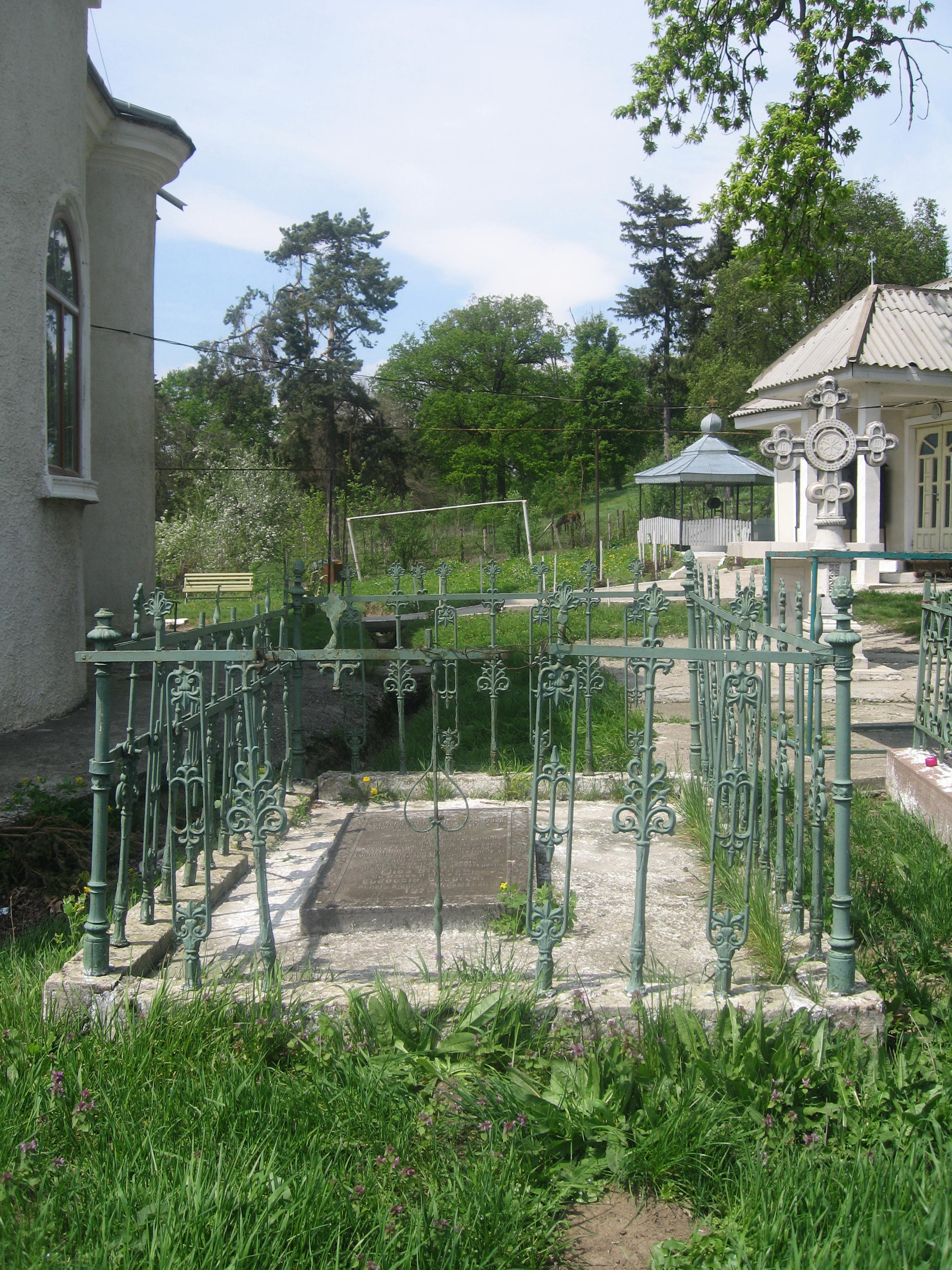
Mormântul lui Constantin Hurmuzachi (1811-1869)
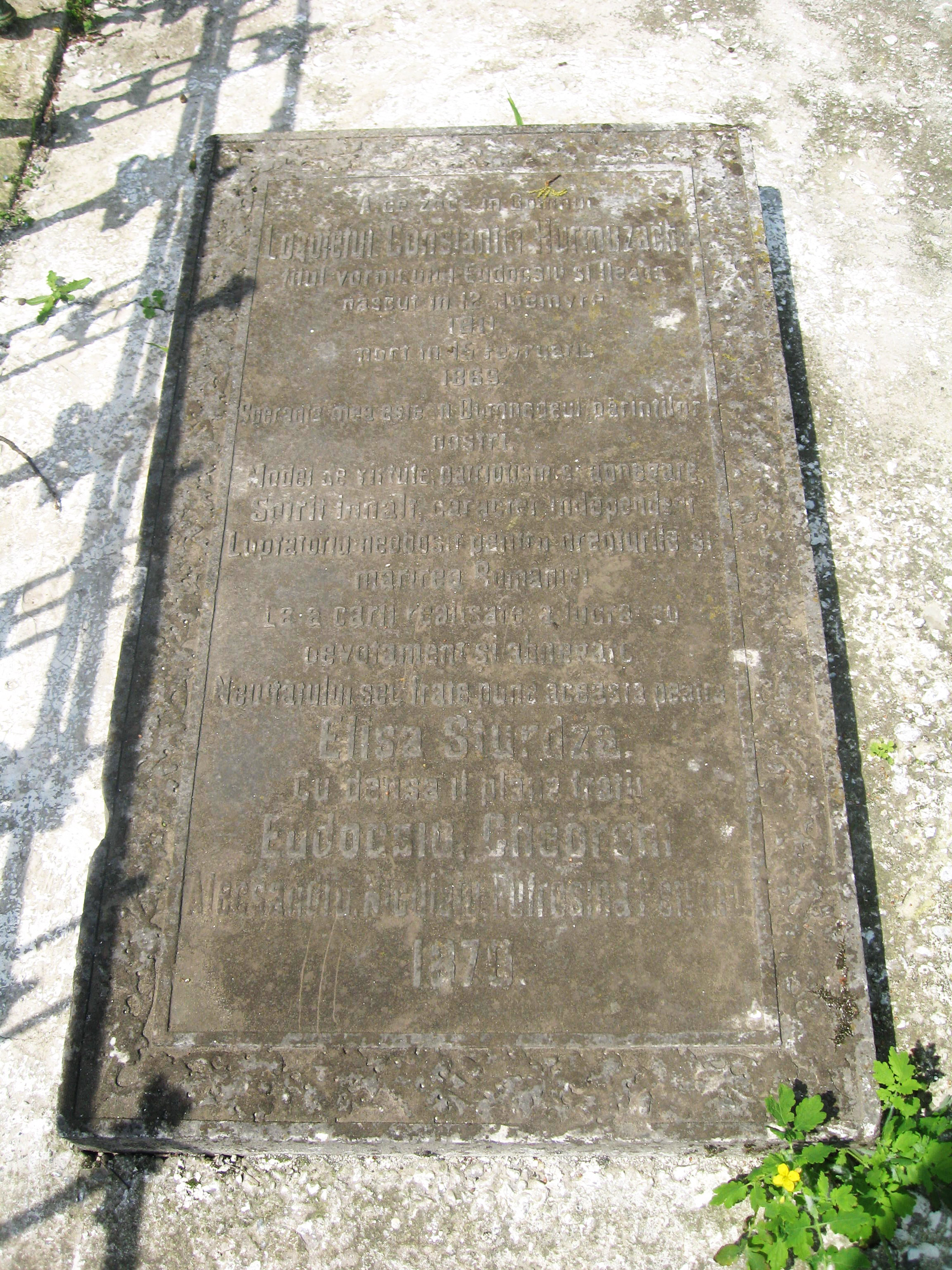
Piatra de mormânt a lui Constantin Hurmuzachi
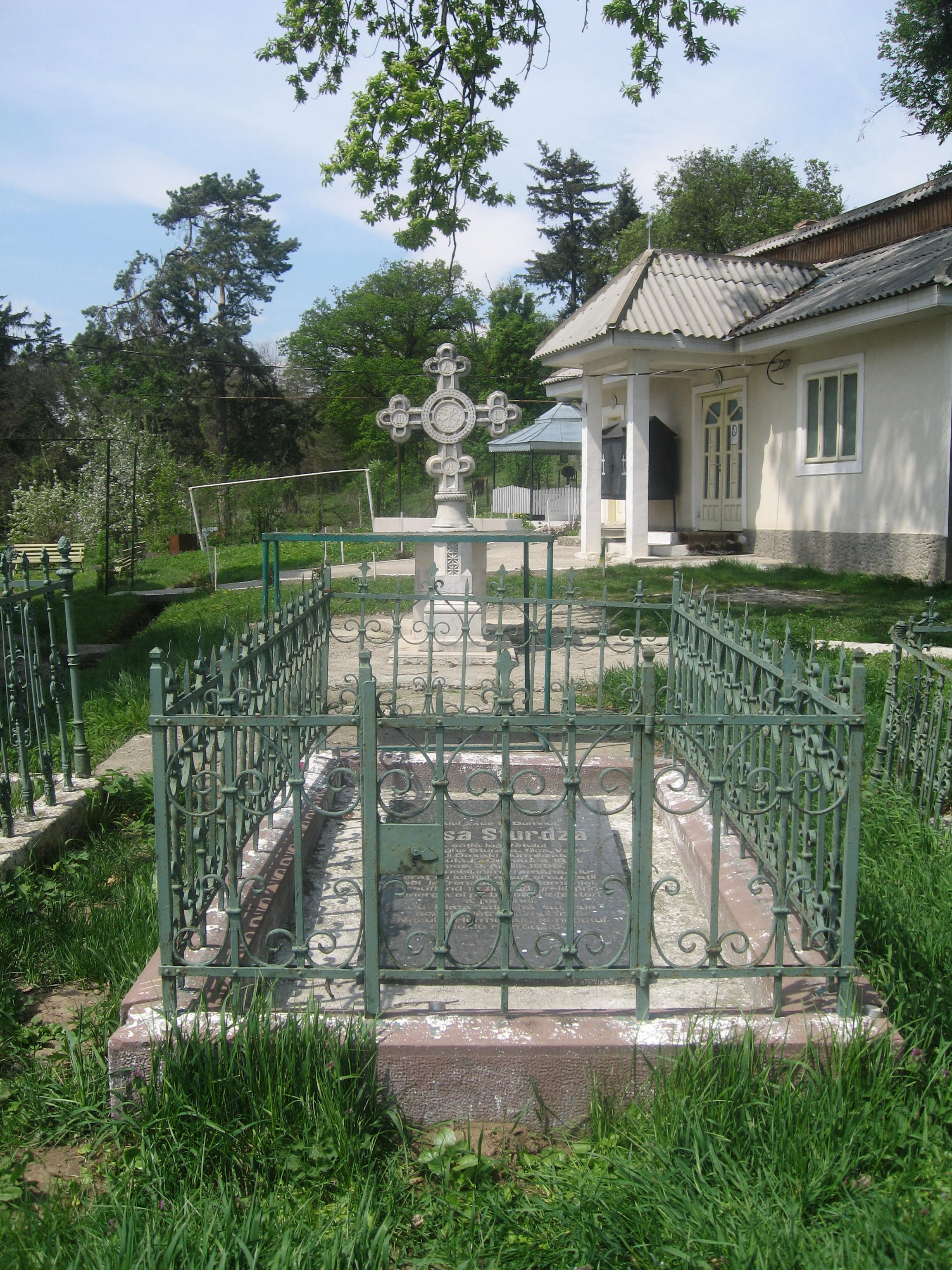
Mormântul Elisei Sturdza (1821-1895)
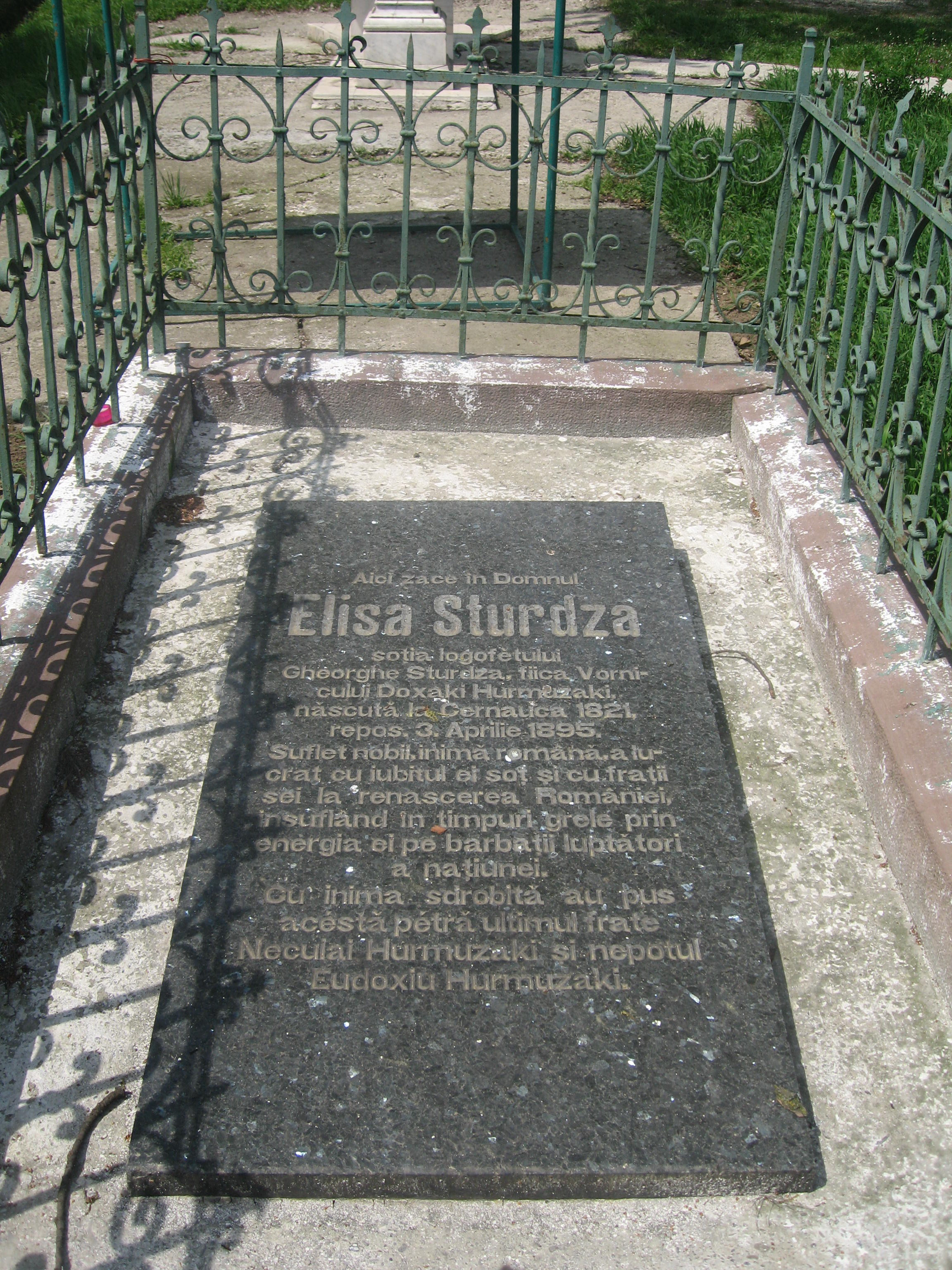
Piatra de mormânt a Elisei Sturdza
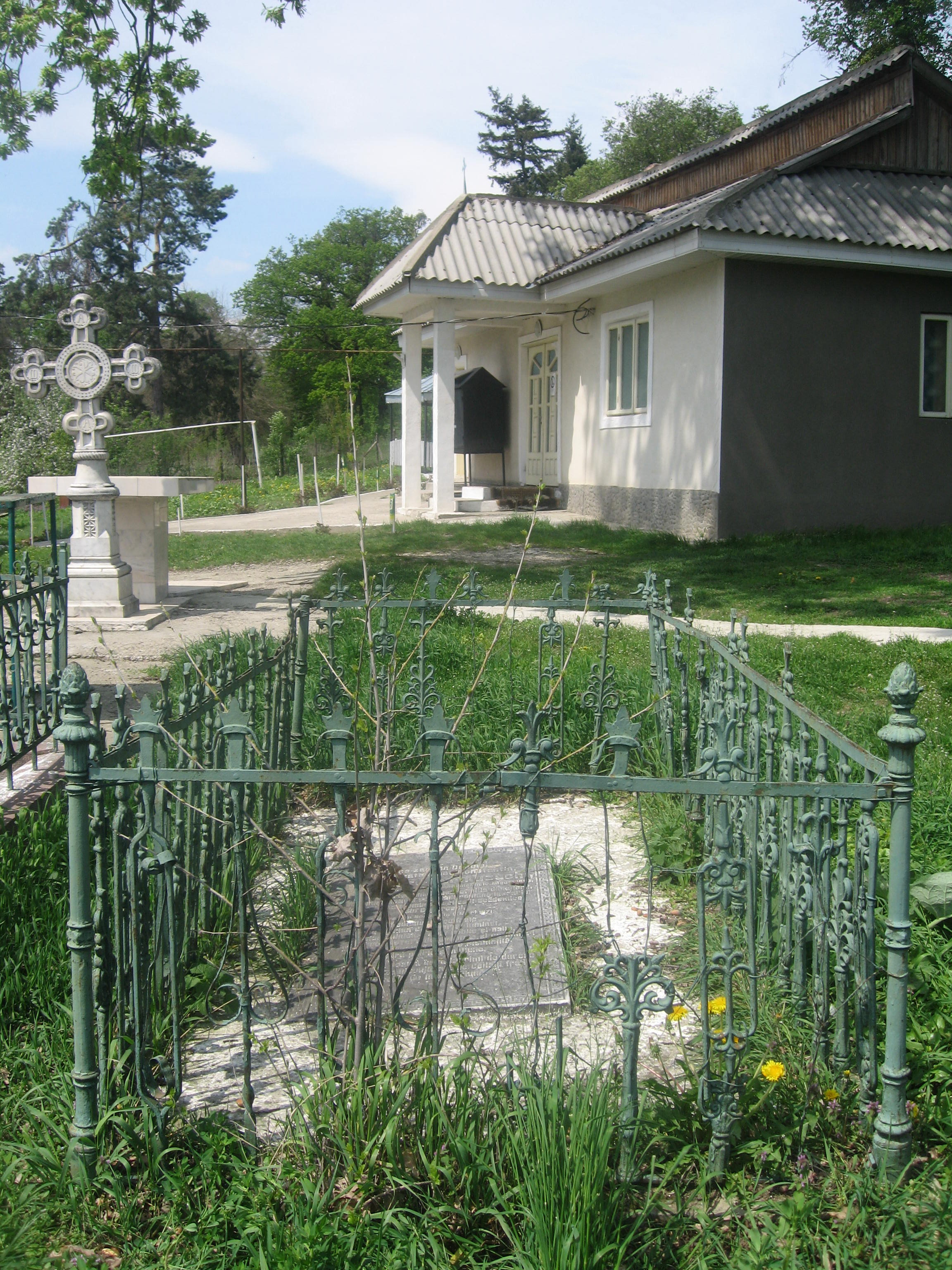
Mormântul lui Alexandru Hurmuzachi (1823-1871)
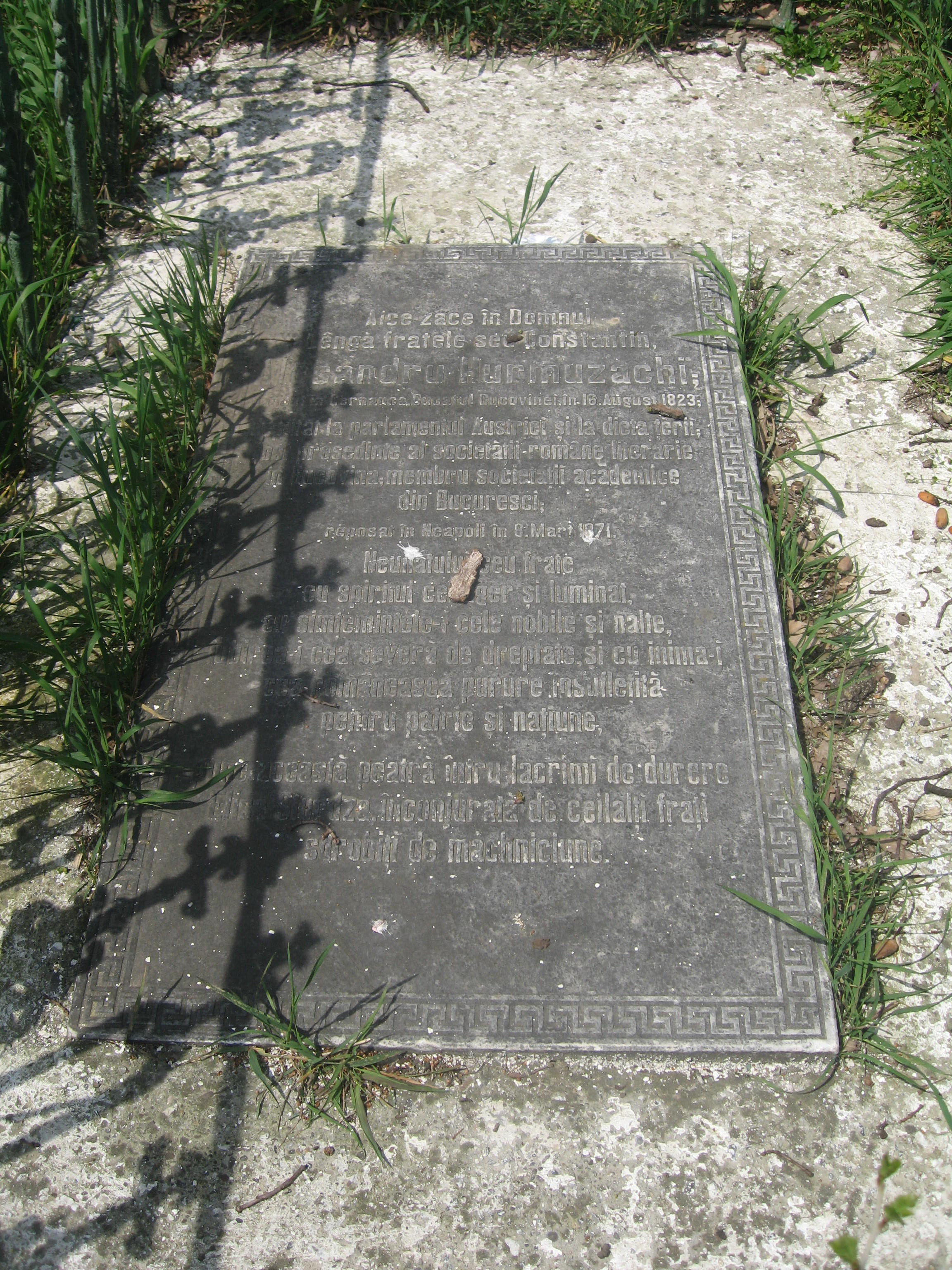
Piatra de mormânt a lui Alexandru Hurmuzachi